# 永塚一栄
永塚 一栄（ながつか かずえ、1906年 - 1982年）は、日本の撮影監督である。『殺しの烙印』や『ツィゴイネルワイゼン』などの撮影を手がけた。

## フィルモグラフィー

### 長編映画
- 三家庭（1934年）
- のぞかれた花嫁（1935年）
- 浴槽の花嫁（1936年）
- 風にそよぐ葦（1951年）
- 人生劇場 望郷篇 三州吉良港（1954年）
- 地底の歌（1956年）
- 影なき声（1958年）
- 網走番外地（1959年）
- 銀座旋風児（1959年）
- 銀座旋風児 黒幕は誰だ（1959年）
- 銀座旋風児 目撃者は彼奴だ（1960年）
- 拳銃無頼帖 抜き射ちの竜（1960年）
- 拳銃無頼帖 電光石火の男（1960年）
- 風が呼んでる旋風児 銀座無頼帖（1963年）
- 野獣の青春（1963年）
- 花と怒涛 (1964年)
- 抜き射ちの竜 拳銃の歌（1964年）
- 春婦伝（1965年）
- 俺にさわると危ないぜ（1966年）
- 続東京流れ者 海は真っ赤な恋の色（1966年）
- 殺しの烙印（1967年）
- みな殺しの拳銃（1967年）
- ツィゴイネルワイゼン（1980年）
- 陽炎座（1981年）

## 受賞
- 1980年 - 第2回ヨコハマ映画祭 - 撮影賞（『ツィゴイネルワイゼン』）[3]
- 1980年 - 第35回毎日映画コンクール - 撮影賞（『ツィゴイネルワイゼン』）[4]
- 1981年 - 第4回日本アカデミー賞 - 優秀撮影賞（『ツィゴイネルワイゼン』）[5]
- 1982年 - 第5回日本アカデミー賞 - 優秀撮影賞（『陽炎座』）[6]